# Referendum in Polen 1946
Das Volksreferendum (polnisch: referendum ludowe) am 30. Juni 1946, auch bekannt als Dreimal-Ja-Referendum (Trzy razy tak, oft abgekürzt als 3×TAK), war ein Referendum, das in Polen auf Ermächtigung des Nationalen Staatsrates abgehalten wurde (Beschluss vom 27. April 1946). Das Referendum bot den Kräften, die nach dem Zweiten Weltkrieg um die politische Kontrolle Polens wetteiferten, die Möglichkeit, ihre Popularität in der Bevölkerung zu testen. Das Referendum wurde seitens der PPR angesetzt, um die westlichen Alliierten über das Ausbleiben freier Wahlen zu beschwichtigen.
Die Ergebnisse wurden gefälscht und das Referendum entsprach nicht demokratischen Standards.
Während der Referendumskampagne unterdrückte der pro-kommunistische Block (PPR, PPS, SD (Stronnictwo Demokratyczne) und SL (Stronnictwo Ludowe)) die Opposition unter Stanisław Mikołajczyk. Kommunisten zensierten die Kommunikation der Polnischen Volkspartei (Polskie Stronnictwo Ludowe), störten deren Versammlungen und führten Massenverhaftungen von PSL-Mitgliedern durch.
Die drei Fragen betrafen Fragen, die große Zustimmeung versprachen: (1) Abschaffung des Senats, (2) Notwendigkeit von Verstaatlichungen, und (3) die neuen Grenzen im Westen, d. h. die Ostgebiete des Deutschen Reiches, die von Polen nach der deutschen Kapitulation annektiert worden waren. Trotz Beschlusses der auf der Potsdamer Konferenz, diese Gebiete Polen zur vorläufigen Verwaltung zu überlassen, war der Status der Gebiete unsicher.